# Stara Stawka

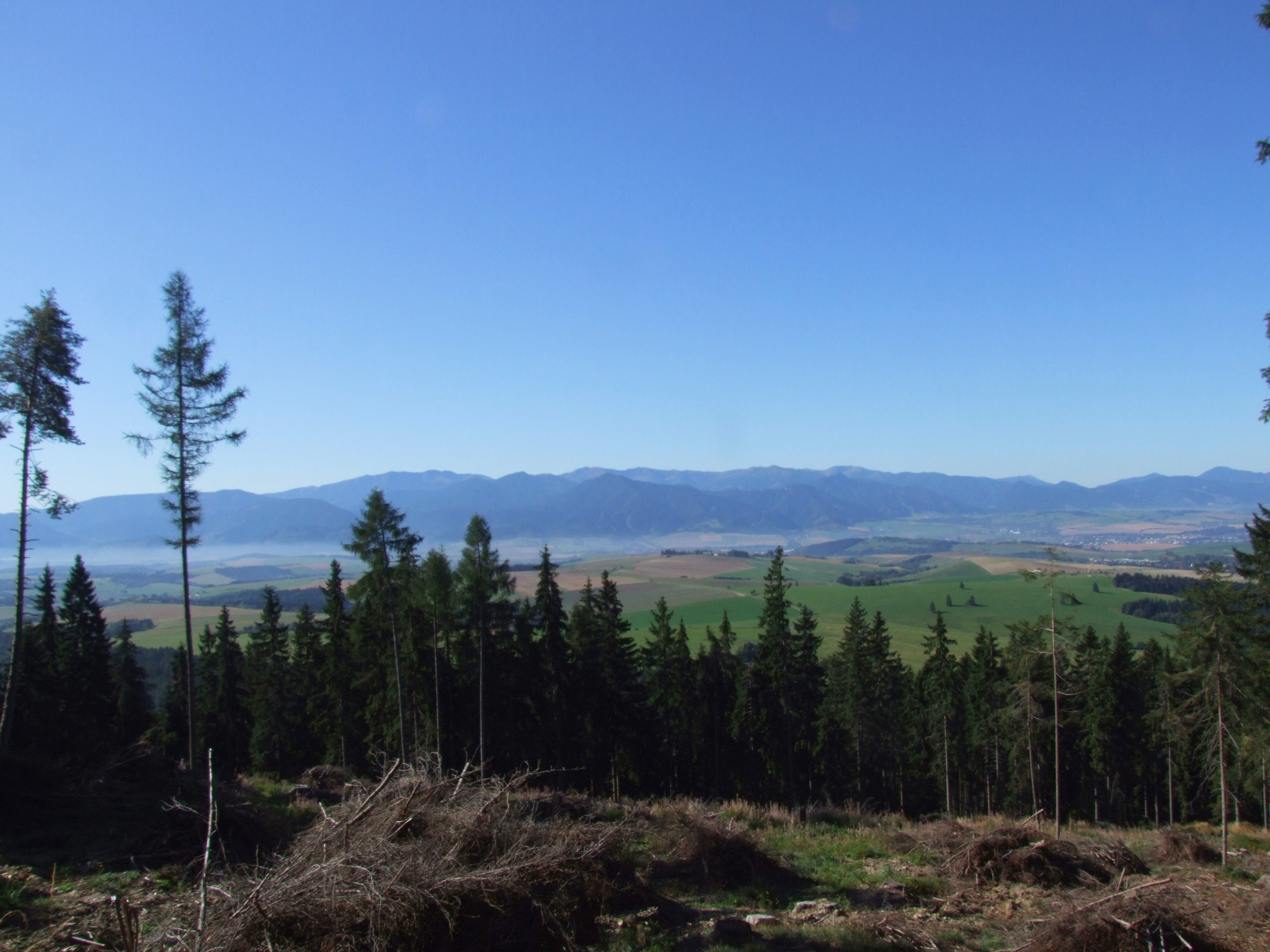
Widok z wiatrołomów Starej Stawki na Kotlinę Liptowską

Stara Stawka (słow. Stará Stávka) –  grzbiet i wierzchołek po wschodniej stronie wylotu Doliny Żarskiej w słowackich Tatrach Zachodnich. Znajduje się w południowo-zachodniej grani Gołego Wierchu opadającej do Kotliny Liptowskiej w miejscowości Żar. Zarówno na polskiej, jak i na słowackiej mapie Stara Stawka zaznaczone jest jako szczyt, w istocie jednak jest to równomiernie opadający grzbiet, na którym trudno wyodrębnić jakiś wierzchołek. Jego północno-zachodnie stoki opadają do Doliny Żarskiej, stoki południowe zwane Uboczą – do Kotliny Liptowskiej.
Stara Stawka jest całkowicie zalesiona, ale ma znaczenie turystyczne. Z wiatrołomów na jej południowych stokach są dość szerokie widoki na Kotlinę Liptowską. U podnóży Starej Stawki znajdują się dwa ośrodki turystyczne; jeden zlokalizowany jest u wylotu Doliny Żarskiej, drugi to osada turystyczna Pod Uboczą. Przez Starą Stawkę prowadzą też dwa szlaki turystyczne; jeden to Magistrala Tatrzańska biegnąca jej podnóżem, drugi to szlak biegnący grzbietem Starej Stawki na Barańca. Południowe zbocza Starej Stawki trawersuje zakosami droga leśna wychodząca z osiedla Pod Uboczą.

## Szlaki turystyczne
– żółty: wylot Doliny Żarskiej – Stara Stawka – Goły Wierch – Baraniec.  Czas przejścia: 4:30 h, ↓ 3:35 h
  – czerwony (fragment Magistrali Tatrzańskiej): wylot Doliny Żarskiej – Pod Uboczą – rozdroże pod Gołym Wierchem. Czas przejścia: 1:05 h, z powrotem 1:05 h